# Dálnice A10 (Itálie)
Dálnice A10, také Autostrada dei Fiori (česky: Dálnice květů) nebo krátce AutoFiori je italská dálnice v severoitalské Ligurii. Vede při středomořském pobřeží nazývaném Pobřeží květů od Janova přes města Savona a Imperia až do Ventimiglia na italsko-francouzské hranici.

Mapka

Dálnice A10 je 158,7 km dlouhá a po celé délce zpoplatněná. Dálnice se zařezává do úpatí Přímořských Alp a na relativně krátké vzdálenosti je 67 tunelů a 90 mostů.
Dálnice vede celou svou délkou souběžně s italskou riviérou a spojuje města Janov, Savona, Imperia a Ventimiglia. Protože je trasa velmi členitá a obsahu velké množství mostů a tunelů, je dálnice po celé délce zpoplatněna mýtem. Mýto na A10 je v porovnání s poplatky za užívání jiných úseků vysoké.
14. srpna 2018 se v Janově zřítil dálniční most s jedoucími automobily. Mezi zraněnými byl i český řidič kamionu. Příčina zatím není objasněna. Spekuluje se, že za zřícením stojí zrezivělá lana.
Italsko-francouzská hranice je překročena v tunelu Crima Giralda/Giraude, následuje viadukt San Luigi a tunel Grimaldi. Na trase je poté několik výrazných mostů a tunelů, jako např. viadukt Valle Latte, most přes řeku Roya, viadukty Nervia, Borghetto, Sasso, přes potok San Romolo, řeku Armera, Taggia, přes potok San Lorenzo, řeku Primo, řeku Torrente Imperio, řeku Torrente Merula, řeku Quiliano, a několik v Janově, z nichž nejvýznamnější je viadukt San Giorgio, který se zřítil v roce 2018. Nejdelší tunely jsou Grimaldi, Monte, Siestro, u obce Diano Gorlei, tunel pod vrchem Colle Mea, d'Albenga, pod Monte Grosso, u obce Gorra, nejdelší tunel dálnice u Calice Ligure, u obce Orco, Fornaci, na obchvatu Varraze (pro směr Francie) a tunely Sesttri Ponente a Coronata v Janově.

## Napojení na ostatní dálnice
- A7 do Milána, A12 do Říma (začátek A10)
- A26 na Poebene a do Švýcarska
- A6 do Turína

Na hranicích s Francií u města Ventimiglia/Menton se napojuje na francouzskou dálnici A8.